# Simsonia cotterensis
Simsonia cotterensis is een keversoort uit de familie beekkevers (Elmidae). De wetenschappelijke naam van de soort werd in 1933 gepubliceerd door Carter & Zeck. Ze werd verzameld in de Cotter River in het Australian Capital Territory.